# 仁壽路 (岡山區)
仁壽路（Renshou Rd.）為高雄市岡山區的南北向道路，編號台19甲線，起端銜接壽天路，末端銜接寶米路，本道路共分成兩個部份，介壽路為分段點。是岡山市區的重要道路之一。

## 行經行政區域
- 岡山區

## 沿線設施
（由北至南）
- 仁壽路：
  - 仁壽橋（阿公店溪）
  - 全聯福利中心高雄岡山店
  - 中華電信岡山仁壽門市
  - 交通部公路局南區養護工程分局高雄工務段岡山監工站
  - 高雄市稅捐稽徵處岡山分處
  - 亞太電信高雄岡山直營門市
  - 7-ELEVEN華仁門市
  - 高雄市立前峰國民中學
  - 85度C岡山仁壽店
  - 7-ELEVEN柳橋門市
  - 中華郵政高雄仁壽路郵局
  - 岡山陽明公園[1]
- 仁壽南路：
  - 原岡山日本海軍航空隊宿舍群 (醒村)
  - 岡山欣欣市場[2]

## 公共自行車
- 高雄市公共自行車租賃系統：
  - 岡山陽明公園：協仁街/仁壽路(東南側)

## 相關連結
- 高雄市主要道路列表